# جيف ألين (لاعب كرة سلة)
جيف ألين (بالإنجليزية: Jeff Allen)‏ (و. 1961  م) هو لاعب كرة سلة أمريكي، ولد في نيويورك، مركز لعبه هو لاعب هجوم قوي الجسم.

## روابط خارجية
- جيف ألين على موقع سبورتس رفرنس (الإنجليزية)
- جيف ألين على موقع الدوري الإسباني لكرة السلة (الإسبانية)
- جيف ألين على موقع كلية كرة السلة في سبورتس رفرنس.كوم (الإنجليزية)
- جيف ألين على موقع ريلجم (الإنجليزية)
- جيف ألين على موقع سبورتس رفرنس (الإنجليزية)